# 阿里山全唇兰
白花金唇兰（学名：Myrmechis drymoglossifolia），又名阿里山全唇兰，为兰科全唇兰属下的一个种。

## 扩展阅读
- 維基物種上的相關：白花金唇兰